# Heron (cráter)
Heron es un pequeño cráter de impacto que se encuentra en la cara oculta de la Luna, a menos de 20 kilómetros del ecuador. Se halla entre el cráter ligeramente más grande Ctesibius justo al oeste y el cráter Soddy, un poco más al este. Casi directamente hacia el norte se encuentra el prominente cráter King.
|  |

Esta formación es un cráter circular sin rasgos distintivos reseñables. El suelo interior es relativamente plano y sin marcas relevantes. Únicamente muestra un cráter minúsculo en el sector este del brocal con un albedo levemente más alto que el resto del cráter.
Este cráter también se denomina Hero en algunas referencias. Su nombre proviene del matemático helenístico Herón (o Hero) de Alejandría (siglo I a. C.).

## Cráteres satélite
Por convención estos elementos se identifican en los mapas lunares colocando la letra en el lado del punto medio del cráter que está más cercano a Heron.
|       | \| Heron \| Coordenadas \| Diámetro \| \| ----- \| ---------------------------- \| -------- \| \| H \| 0°12′N 120°42′E / 0.2, 120.7 \| 20 km \| \| Y \| 1°24′N 119°42′E / 1.4, 119.7 \| 15 km \| |          |
| Heron | Coordenadas | Diámetro |
| H     | 0°12′N 120°42′E / 0.2, 120.7 | 20 km    |
| Y     | 1°24′N 119°42′E / 1.4, 119.7 | 15 km    |